# Улхасааское сельское поселение
Се́льское поселе́ние «Улхасааское» (бур. Улхасаанай hомон) — муниципальное образование в Еравнинском районе Бурятии Российской Федерации.
Административный центр — село Гонда.

## История
Статус и границы сельского поселения установлены Законом Республики Бурятия от 31 декабря 2004 года № 985-III «Об установлении границ, образовании и наделении статусом муниципальных образований в Республике Бурятия»

## Население
| 2002 | 2011 | 2012 | 2013 | 2014 | 2015 | 2016 |
| ---- | ---- | ---- | ---- | ---- | ---- | ---- |
| 497  | ↗574 | ↘567 | ↘561 | ↘545 | ↘526 | ↘522 |
| 2017 | 2018 | 2019 | 2020 | 2021 | 2023 | 2024 |
| ↘507 | ↘498 | →498 | ↘490 | ↘343 | ↘336 | ↘316 |

## Состав сельского поселения
| № | Населённый пункт | Тип населённого пункта       | Население |
| - | ---------------- | ---------------------------- | --------- |
| 1 | Гонда            | село, административный центр | ↘316      |